# Tschaghri Beg
Tschaghri-Beg Dawud ibn Mika'il ibn Seldschuq (persisch چغري بك داود, DMG Čaġri-Beg Dāwūd; * 989; † 16. Juli 1060) war ein Mitglied des Fürstenhauses der Seldschuken, der führenden Familie der türkischen Oghusen. Gemeinsam mit seinem Bruder Toghril-Beg gründete er die Dynastie der Großseldschuken im Iran; alle nachfolgenden Herrscher dieses Fürstenhauses, auch jene in Kirman und Syrien, stammten von ihm ab.
Abu Sulaiman Dawud war ein Sohn Mika'ils und damit ein Enkel Seldschuqs, also des Stammvaters der Dynastie. Der türkische Name Tschaghri (modernes türkisch Çağrı) bedeutet übersetzt „Kleiner Falke“ oder „Merlin“.
Tschaghri-Beg wanderte mit seinem Clan aufgrund des Druckes von verfeindeten Stämmen aus dem qarachanidisch beherrschten Transoxanien über Choresm nach Churasan aus. Die iranische Provinz war damals Teil des Reiches der Ghaznawiden. Diese duldeten aufgrund anderer Probleme in Indien die Neuankömmlinge zunächst. 1035 schlugen die Seldschuken jedoch den Ghaznawidenherrscher Ma'sud I. 1037 nahm Tschaghri-Beg die Stadt Merw ein. Ein Jahr später gewann Toghril-Beg Nischapur. In der entscheidenden Schlacht von Dandanqan (1040) besiegten die Brüder die mächtigen Ghaznawiden endgültig, vertrieben sie aus Churasan und teilten das Gebiet (ebenso wie die noch zu erobernden Territorien) unter sich auf. Während Toghril-Beg im Westen bis ins Zweistromland vorstieß, die Herrschaft der schiitischen Buyiden in Bagdad beendete (1056) und neuer „Schutzherr“ des sunnitischen Abbasidenkalifats wurde, konsolidierte Tschaghri-Beg die östlichen Grenzen des Seldschukenreiches, wobei er immer wieder mit den Ghaznawiden zu tun hatte, die ihre ehemaligen Gebiete in Churasan zurückgewinnen wollten.
Anders als Toghril-Beg führte Tschaghri-Beg nicht den neuen Titel Sultan, sondern regierte im Osten, wo ihm Merw als Hauptstadt diente, als malik al-mulūk, d. h. „König der Könige“. Von den Kirman-Seldschuken (deren erster sein Sohn Qawurd war) wurde er als Oberherr ebenso anerkannt wie von den Sistaner Nasriden-Emiren. Als Zeichen des Bündnisses zwischen Abbasiden und Seldschuken heiratete der Kalif al-Qa'im eine Tochter Tschaghri-Begs namens Arslan-Chatun Chadidscha (und Toghril-Beg eine Tochter des Kalifen).
Tschaghri-Beg fiel mit seinem Bruder in byzantinisches Gebiet ein und war an den Angriffen gegen Ani und Vaspurakan beteiligt. 1059 unterdrückte er einen Aufstand seines Halbbruders Ibrahim Inal; 1060 starb er an einer Krankheit, woraufhin ihn sein Sohn Alp-Arslan als Herrscher in Churasan beerbte.